# Erik Tabery (starší)
Erik Tabery starší (20. dubna 1951 Poděbrady – 3. července 2025) byl český divadelní a filmový herec.

## Život
Erik Tabery se narodil 20. dubna 1951 v Poděbradech. Jeho dědeček přišel do Poděbrad začátkem 30. let 20. století, kde postavil rodinnou vilu. V nedaleké Libici nad Cidlinou pracoval jako správce cukrovaru. S manželkou Boženou měl děti Jiřinu a Stanislava. Stanislav měl syna Erika Taberyho a dceru Vandu Taberyovou.
Vystudoval DAMU a během studií se seznámil se svou budoucí manželkou Kristinou Taberyovou. S divadelní režisérkou strávil celý život a měli spolu syny Erika a Jakuba. Po studiích začal působit v Jihočeském divadle v Českých Budějovicích.
Účinkoval v několika filmech, nejznámějším byl Kvočny a Král z roku 1974. Než aby hrál v propagandistických filmech, raději se věnoval divadlu. Účinkoval pouze v oblastním divadle, protože s manželkou odmítl vstoupit do strany. Jeho divadelní kariéru ukončily dlouhodobě přetrvávající zdravotní problémy.
Erik Tabery starší zemřel 3. července 2025 ve věku 74 let, dva roky po smrti své manželky.

## Filmografie

### Filmy
- Kvočny a Král (1974)
- O třech vandrovnících (1976)
- Tchán (1979)